# Hepsetus cuvieri
Hepsetus cuvieri là một loài cá săn mồi nước ngọt sống chủ yếu ở miền Nam Phi. Loài nay được nhà tự nhiên học người Pháp Francis de Laporte de Castelnau mô tả năm 1861.

## Phân bố
H. cuvieri sống ở mạn nam châu Phi, và đã được ghi nhận trong các hệ thống sông Quanza, Cunene, Okavango, Zambezi và Kafue. Trong lưu vực sông Congo, nó hay sống ở thượng nguồn sông Kasai và hạ nguồn sông Luapula.